# Método do círculo de Hardy e Littlewood
Em matemática, o método cíclico de Hardy-Littlewood é uma das técnicas mais frequentemente usadas da teoria analítica dos números. O seu nome provém de Godfrey Harold Hardy e J. E. Littlewood, que o desenvolveram numa série de artigos sobre o problema de Waring.

## Histórico
O germe inicial da ideia é atribuído geralmente ao trabalho feito por Hardy e Ramanujan alguns anos antes, em 1916 e em 1917, sobre o comportamento assimptótico da função partição. Foi empregue por muitos outros investigadores, incluindo Harold Davenport e I. M. Vinogradov, que modificaram a formulação ligeiramente (movendo-se da Análise Complexa para somas exponenciais), sem mudar as principais ideias. O método ainda produz resultados.

## Objetivo
O círculo em questão era inicialmente o círculo unitário no plano complexo. Supor o problema tinha sido formulado primeiramente nos termos que para uma sucessão de números complexos:
{\displaystyle (a_{n})_{n\in \mathbb {N} }}
nós queremos alguma informação assimptótica do tipo:
an ~ F(n)
onde se tem alguma razão heurística para conjecturar a forma de F, escreve-se:
{\displaystyle f(z)=\sum a_{n}z^{n}}
uma série de potências que é uma função geradora. Os casos interessantes são onde a série anterior tem raio de convergência igual a 1, e nós supomos que o problema como colocado esteve modificado para apresentar esta situação. Dessa formulação, é consequência directa do teorema dos resíduos que:
{\displaystyle I_{n}=\int f(z)z^{-(n+1)}\,dz=2\pi ia_{n}}
para inteiros n ≥ 0, onde o integral é calculado ao longo do círculo de centro 0 e raio r percorrido uma vez no sentido directo, para qualquer r tal que 0 < r < 1.